# Ferrari Daytona
Ferrari 365 GTB/4 — автомобіль класу Gran Turismo італійської компанії Ferrari, більш відомий під неофіційною назвою Ferrari Daytona, який виготовлявся з 1968 по 1973 роки. Він був вперше представлений на Паризькому автосалоні в 1968 році і замінив 275 GTB/4.
Неофіційна назва Daytona вперше була застосована в ЗМІ, а не компанією Ferrari, хоча, за заявою Феррарі, назва була в честь гонки 24 години Дайтони, виграної Феррарі в 1967 році на 330P4.

## Кузов

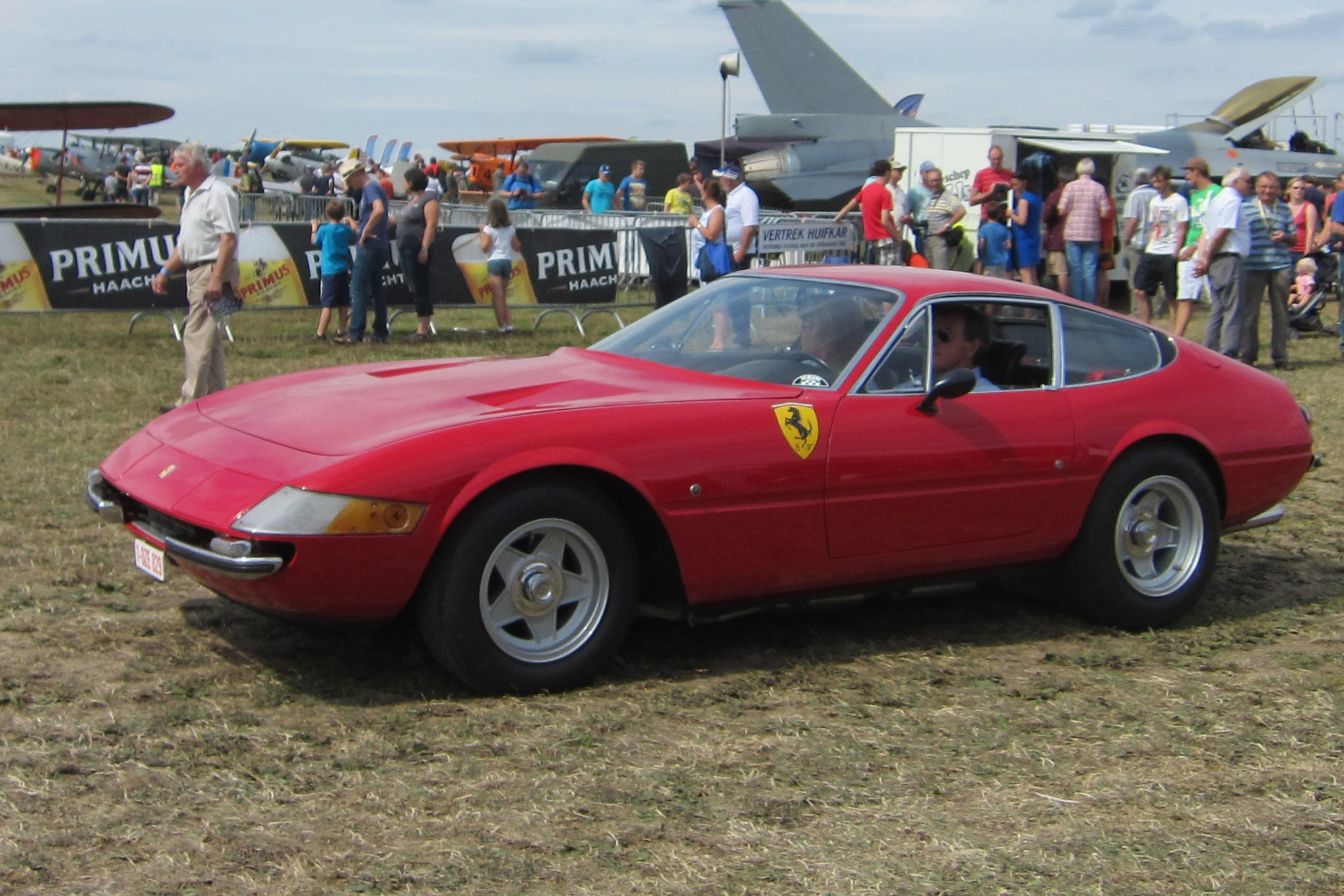
Ferrari 365 GTB/4 Daytona (1970—1973)

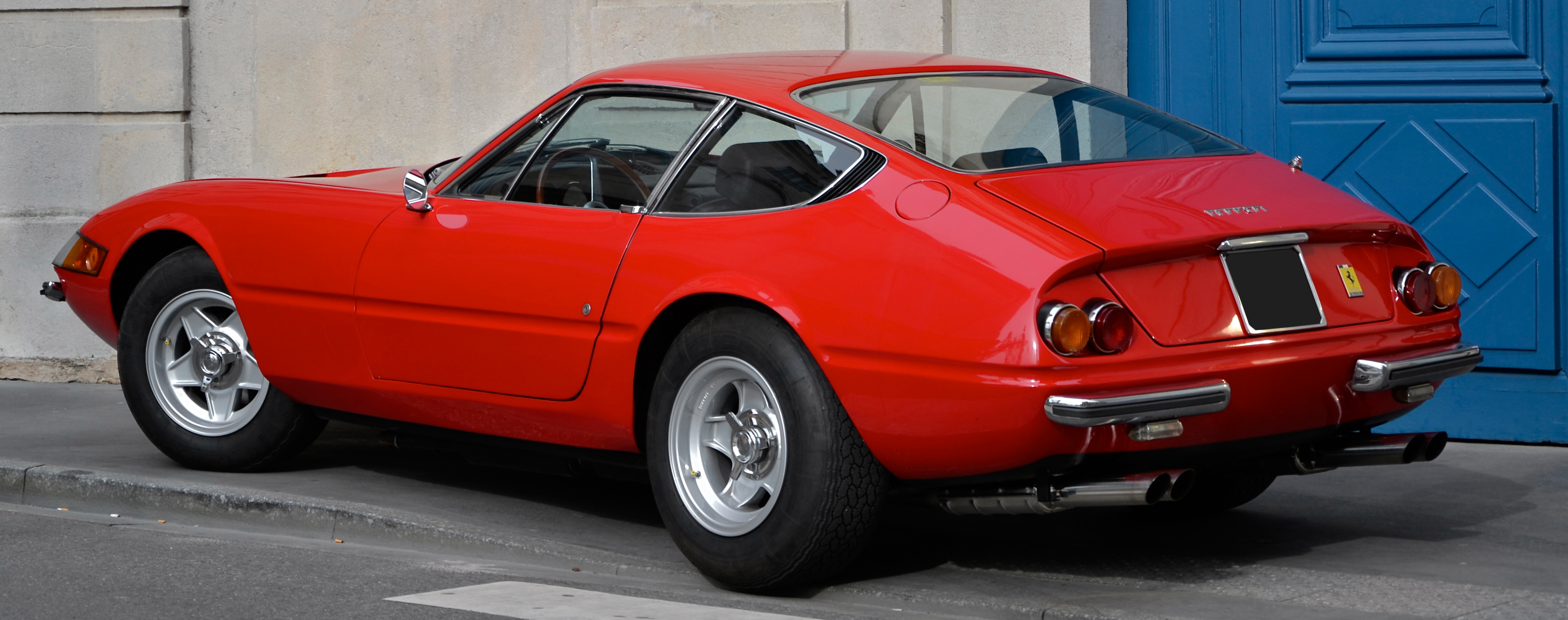
Ferrari 365 GTB/4 Daytona

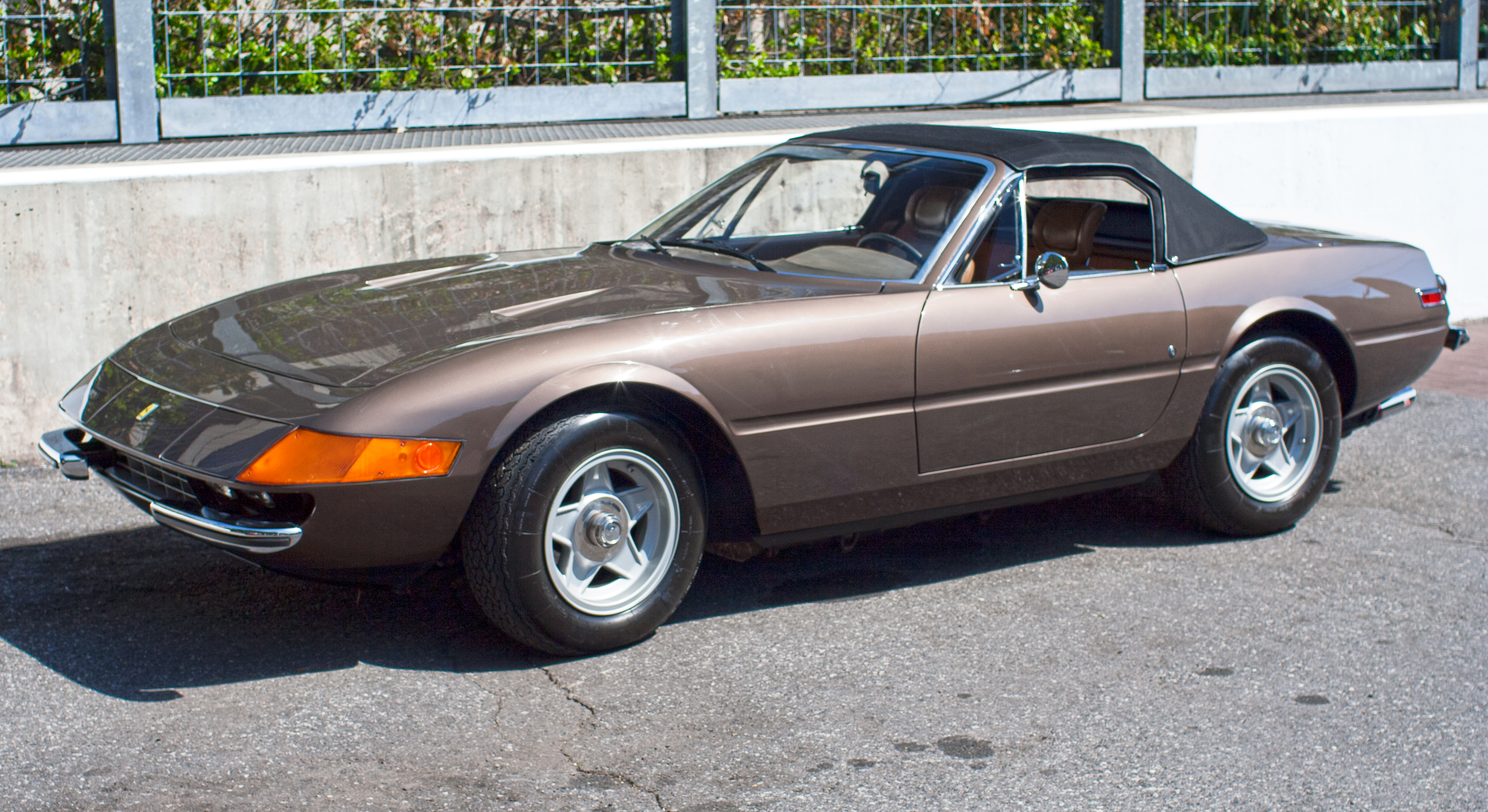
Ferrari 365 GTS/4 Daytona

Модель мала 2 типи кузова: купе 365 GTB/4 (Gran Turismo Berlinetta), і кабріолет 365 GTS/4 (Gran Turismo Spider). За даними «Ferrari club historians», було випущено 1406 автомобілів. В цю кількість входять 158 купе з правостороннім кермом, 122 кабріолети (з них 7 з правостороннім кермом), і 15 автомобілів були перероблені Scaglietti в гоночні. Також в 1969 році було випущено 3 кабріолети 365 GT Nart Spyder, а в 1974 — тарга 365 GTB/4 NART Spyder Le Mans. Також відома модель 365 GTB/4 Daytona Shooting Brake, побудована в 1969 році Луїджі Кінетті молодшим (сином Луїджі Кінетті, трьохкратного тріумфатора 24-х годин Ле-Мана (і, до речі, імпортера Феррарі в Америці)). Через сильний ринковий попит на кабріолети, багато переробляли купе в кабріолет спеціально. Тому на ринку можна зустріти дуже багато «не справжніх» 365 GTS/4, які, по суті, є 365 GTB/4 «з відрізаним дахом».

## Двигун

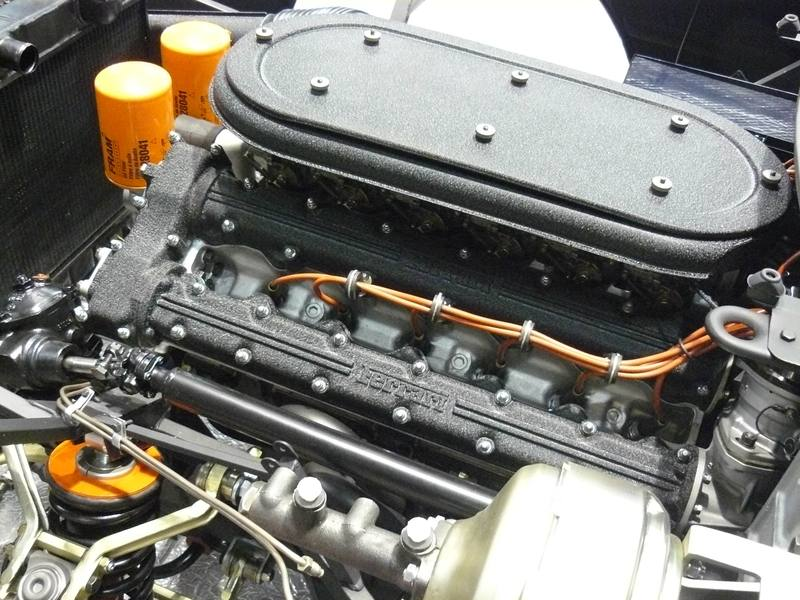
Двигун Ferrari Daytona

Двигун, відомий як Tipo 251, розроблявся як V12 Lampredi і використовувався в моделі 275 GTB/4. Мотор 12-циліндровий, V-подібний, з кутом розвалу циліндрів у 60°. Діаметр циліндра 81 мм (3.2 дюйми), хід поршня 71 мм (2,8 дюйми), робочий об'єм 4390 куб. см. Об'єм одного циліндра рівний 365 см³ (звідси й індекс моделі). Система газорозподілу з двома верхніми розподільними валами, і двома клапанами на циліндр (DOHC2). Система живлення з допомогою шести двокамерних карбюраторів падаючого потоку Weber 40DCN 20.
Характеристики двигуна: ступінь стиску — 9.3:1, потужність ~353 к.с. за 7500 об/хв., крутний момент ~433 Н•м за 5000 об/хв. На гоночних моделях потужність варіювалась від 400 в 1972 до 450 к.с. в 1973. Для американської версії зробили невеликі зміни — ступінь стиску був знижений до 8.8:1, і вихлопна система була оснащена великим центральним глушником. Максимальна швидкість була біля 280 км/год. (174 миль/год.). Розгін до 97 км/год. (0-60 миль/год.) був всього за 5,4 секунди.

## Дизайн

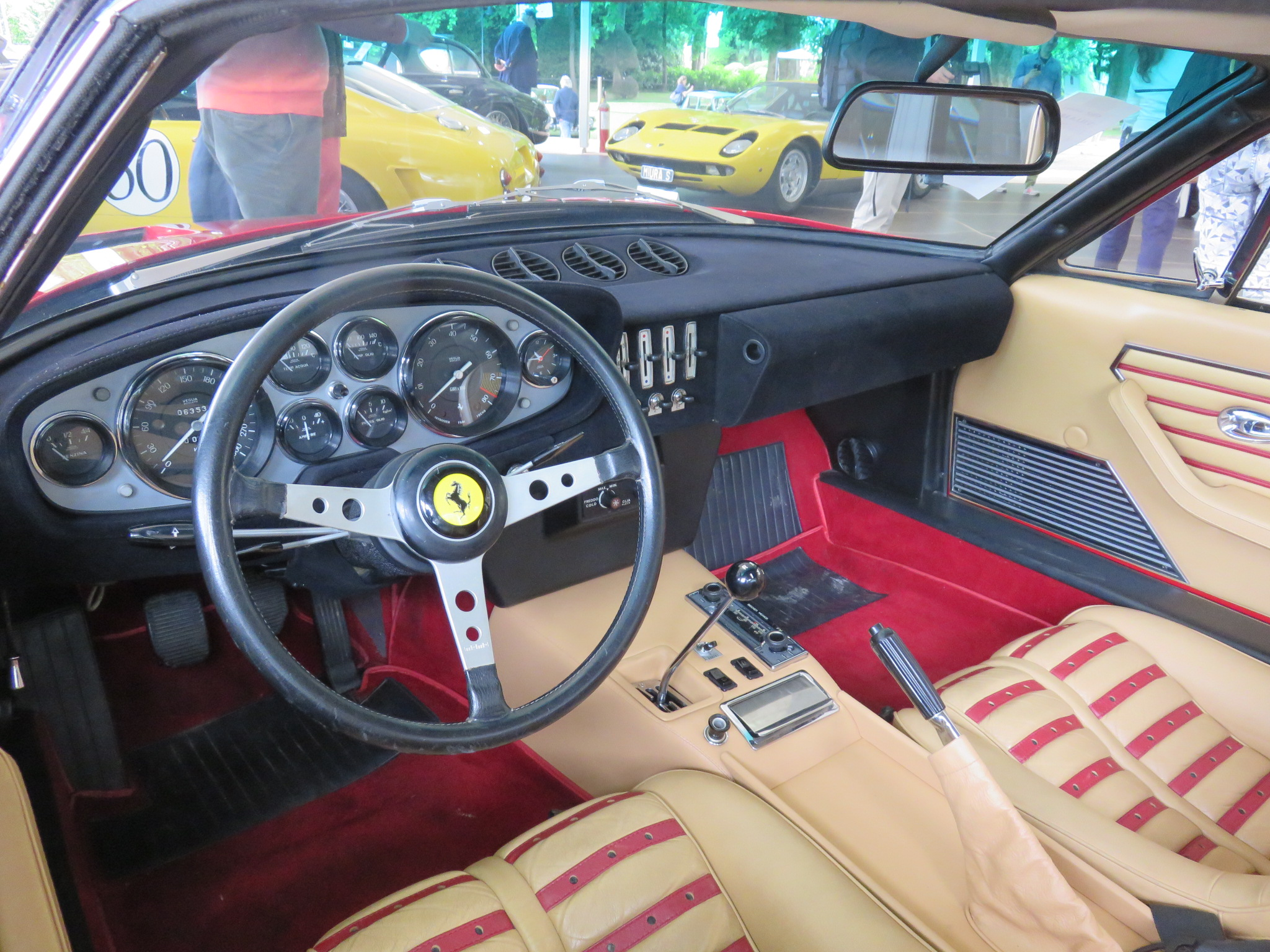
Салон Ferrari Daytona

Pininfarina — традиційні дизайнери машини (диз. Leonardo Fioravanti). Але 365 GTB/4 в корені відрізняється від попередніх моделей. Її гострий стиль подібний на Lamborghini більше, ніж традиційний Pininfarina Ferrari. Рання Daytona мала фіксовані фари з акрилового скла і кришки. Цю конструкцію скасували в 1971 році через нові правила безпеки, введені у США.
На відміну від Lamborghini Miura, Daytona є автомобілем з традиційним переднім розміщенням двигуна і заднім приводом.
5-ступенева механічна коробка передач була встановлена ззаду, для оптимального розподілу ваги, встановлена також незалежна підвіска з поперечними важелями і пружинами.
Daytona буда замінена на 365 GT4 Berlinetta Boxer в 1973 році.

## Автоспорт

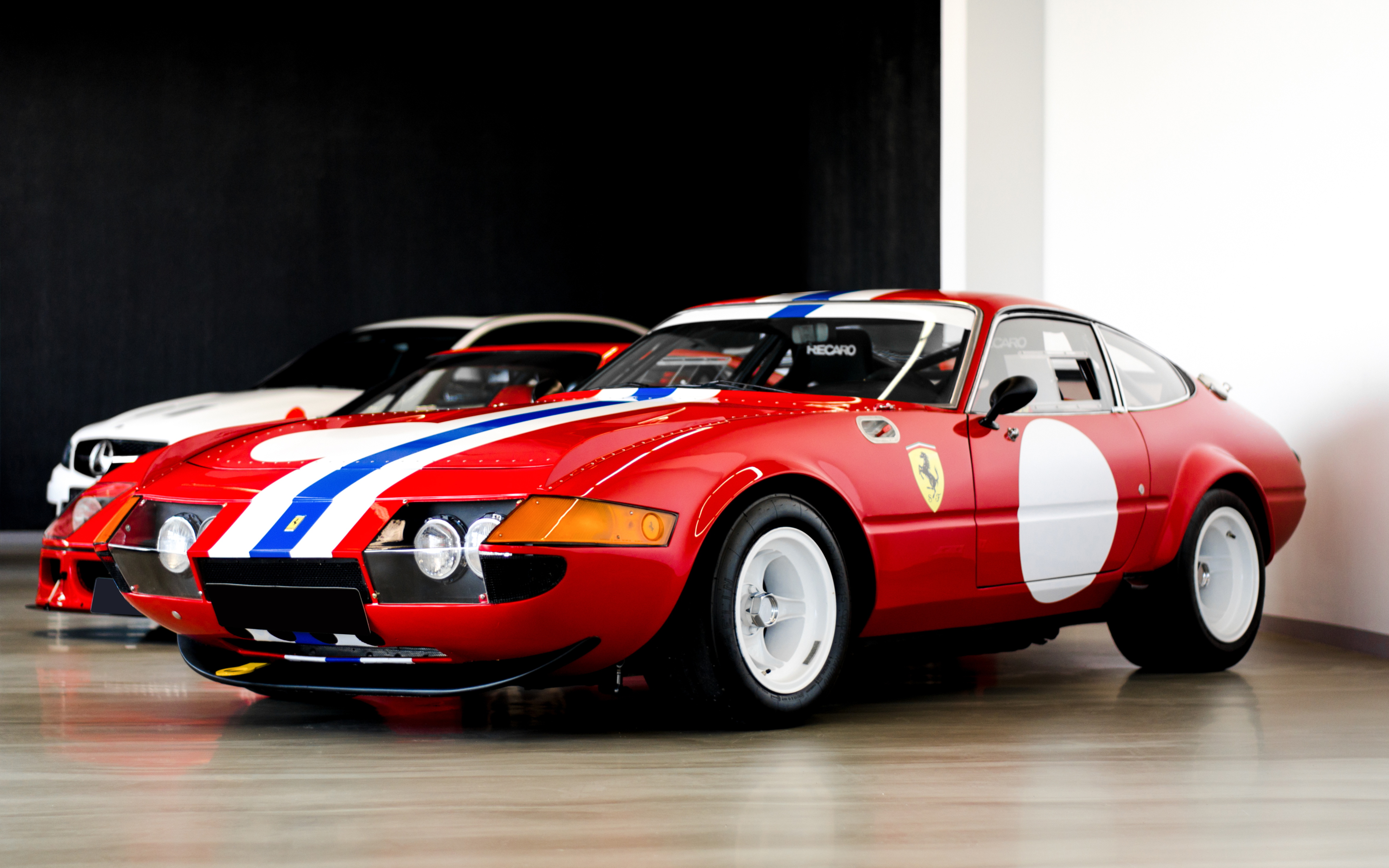
Ferrari 365 GTB/4 Competizione

365 GTB/4 брала участь в багатьох перегонах. Напевне найвідоміша команда, яка використовувала модель — Американська N.A.R.T. (North American Racing Team), яка виставляла 365 з 1969 по 1975 роки, в чемпіонаті «Championship for Makes». В цей чемпіонат входили етапи на таких трасах як Ле Ман (24 години), Дайтона (24 години), Себрінг (12 годин), а також 1000 кілометрові перегони в Монці, Нюрбургрингу (Нордшляйфі), Спа, Буенос-Айрес та ін. В своєму класі S5.0 модель була сильна і перемагала в 1971-73 роках. Але в перегонах типу Ле Ману чи Дайтони особливого успіху не було. Найкращим місцем в ЛеМані було 5-е в 1974 році (N.A.R.T.), а найкращим взагалі — 2-е в Дайтоні в 1979 (Modena Sports Cars).

## В популярній культурі
- Daytona Spyder червоного кольору був зіркою фільму «The Gumball Rally» 1976 року.
- В фільмі «Новачок» 1990 року, використовувалась Ferrari Daytona.
- В телесеріалі «Коломбо» (в 5-й і 6-й серіях 1-го сезону) головні підозрювані їздять на Ferrari 365 GTB/4 Daytona (1971), синього і сріблястого кольору відповідно.
- В 1984 році автомобіль використовувався в перших двох сезонах телесеріалу «Поліція Маямі» на каналі NBC's. Щоправда, це була лише копія на базі Chevrolet Corvette, яку зрештою підірвали через погрозу Енцо Феррарі подати в суд за незаконне використання марки.
- В популярній відеогрі GTA Vice City, дія якої відбувається в 1986 році, присутній автомобіль Stinger, прототипом якого послужила Ferrari Daytona.
- В Шоу Top Gear присвятили сюжет ювілею моделі. Влаштувавши гонку машини проти катера, переміг катер.
- В альбомі Кріса Рі «The Road to Hell» є присвячена машині пісня під назвою «Daytona».
- В комп'ютерній відеогрі Forza Motorsport 4 присутня Ferrari Daytona.
- В грі OutRun2SP для аркадного автомата і OutRun 2006: Coast to Coast для PC присутня Ferrari Daytona.